# Feinglosit
Feinglosit ist ein sehr selten vorkommendes Mineral aus der Mineralklasse der „Phosphate, Arsenate und Vanadate“. Es kristallisiert im monoklinen Kristallsystem mit der chemischen Formel Pb2(Zn,Fe)[(As,S)O4]2·H2O, ist also chemisch gesehen ein wasserhaltiges Blei-Zink-Arsenat-Sulfat und das Zn-dominante Analogon des Arsenbrackebuschits.
Feinglosit bildet radiastrahlige kugelige Aggregate, die meist einen Goethit-Kern besitzen. Daneben existieren individuelle Aggregate bis 0,5 mm Durchmesser, die aus sehr kleinen Kristalliten von 5 – 10 µm Länge bestehen. Das Mineral wurde in einem Hohlraum von 2 cm Durchmesser im massiven Chalkosinerz in der Tsumeb Mine, Namibia, gefunden.

## Etymologie und Geschichte
Im Jahre 1984 übergab Mark N. Feinglos eine Stufe mit massivem Chalkosin, die einen Hohlraum mit blass olivenfarbenen Aggregaten aus einem ihm unbekannten Mineral ausfüllte, an A. M. Clark vom Natural History Museum, London, zur Identifizierung. Über die Herkunft der Stufe ist lediglich bekannt, dass sie „irgendwann in den 1970er Jahren“ gefunden worden ist. Ursprünglich für Heyit gehalten, zeigten Mikrosondenanalysen, dass es sich um ein Blei-Zink-Arsenat handelt. Weitere Untersuchungen führten zur Feststellung des Vorliegens eines neuen Minerals, welches unter der Nummer „IMA 1995-013“ im Jahre 1995 von der International Mineralogical Association (IMA) anerkannt und 1997 von einem britisch-kanadischen Forscherteam mit A. M. Clark und Alan J. Criddle vom Natural History Museum, London, Andrew C. Roberts und Maurizio Bonardi vom Geological Survey of Canada, Ottawa, sowie Elizabeth A. Moffatt vom Canadian Conservation Institute, Ottawa, im Wissenschaftsmagazin Mineralogical Magazine als Feinglosit beschrieben wurde.
Benannt wurde das Mineral nach dem amerikanischen Medizinforscher und auf Tsumeb-Minerale spezialisierten Mineralsammler Mark N. Feinglos (1948–2020) aus Durham (North Carolina), der das Mineral entdeckte.
Das Typmaterial wird am Natural History Museum, London, (Sammlungs-Nr. BM 1984,943) sowie an der Harvard University, Cambridge, Massachusetts (Katalog-Nr. 95.66), aufbewahrt.

## Klassifikation
In der veralteten 8. Auflage der Mineralsystematik nach Strunz war der Feinglosit noch nicht aufgeführt.
In der zuletzt 2018 überarbeiteten Lapis-Systematik nach Stefan Weiß, die formal auf der alten Systematik von Karl Hugo Strunz in der 8. Auflage basiert, erhielt das Mineral die System- und Mineralnummer VII/B.24-045. Dies entspricht der Klasse der „Phosphate, Arsenate und Vanadate“ und dort der Abteilung „Wasserfreie Phosphate, mit fremden Anionen F,Cl,O,OH“, wo Feinglosit zusammen mit Arsenbrackebuschit, Arsentsumebit, Bearthit, Brackebuschit, Bushmakinit, Calderónit, Canosioit, Ferribushmakinit, Gamagarit, Goedkenit, Grandait, Jamesit, Lulzacit, Tokyoit und Tsumebit die „Brackebuschitgruppe“ mit der Systemnummer VII/B.24 bildet.
Die von der International Mineralogical Association (IMA) zuletzt 2009 aktualisierte 9. Auflage der Strunz’schen Mineralsystematik ordnet den Feinglosit in die Klasse der „Phosphate, Arsenate und Vanadate“ und dort in die Abteilung „Phosphate usw. mit zusätzlichen Anionen; ohne H2O“ ein. Hier ist das Mineral in der Unterabteilung „Mit mittelgroßen und großen Kationen; (OH usw.) : RO4 = 0,5 : 1“ zu finden, wo es zusammen mit Arsenbrackebuschit, Arsentsumebit, Bearthit, Brackebuschit, Bushmakinit, Calderónit, Gamagarit, Goedkenit, Tokyoit und Tsumebit die „Brackebuschitgruppe“ mit der Systemnummer 8.BG.05 bildet.
In der vorwiegend im englischen Sprachraum gebräuchlichen Systematik der Minerale nach Dana hat Feinglosit die System- und Mineralnummer 40.02.08.03. Das entspricht der Klasse der „Phosphate, Arsenate und Vanadate“ und dort der Abteilung „Wasserhaltige Phosphate etc.“. Hier findet er sich innerhalb der Unterabteilung „Wasserhaltige Phosphate etc., mit A2+(B2+)2(XO4) × x(H2O)“ in der „Brackebuschitgruppe“, in der auch Brackebuschit, Arsenbrackebuschit, Calderónit und Bushmakinit eingeordnet sind.

## Chemismus
Mittelwerte aus sieben Mikrosondenanalysen an Feinglosit aus Tsumeb führten zu Gehalten von 61,4 % PbO, 7,3 % ZnO, 1,8 % FeO, 22,1 % As2O5, 5,3 % SO3 und 2,1 % H2O (aus der Differenz berechnet). Daraus ergab sich (auf der Basis von acht Anionen) die empirische Formel Pb2,09(Zn0,68Fe2+0,18)Σ=0,86[(As0,73,S0,25)Σ=0,98O4]2·H1,76O, die zu Pb2(Zn,Fe)[(As,S)O4]2·H2O vereinfacht wurde. Die Typstufe ist eine eisen- und sulfatreiche Varietät des Feinglosits.
Feinglosit ist das Zn-dominante Analogon des Fe3+-dominierten Arsenbrackebuschits, Pb2Fe3+(AsO4)2(OH). Beide sind Vertreter der Brackebuschitgruppe von M2+-M3+-Oxysalzen (Phosphate, Arsenate, Vanadate, mitunter mit Sulfat-Gehalten) mit der allgemeinen Formel M2+2M3+(TO4)2(OH), in der für M2+ = Ca, Ba, Sr, Ba und für M3+ = Al, Fe und Mn (mitunter auch mittelgroße bis kleine M2+-Kationen wie Zn2+, Fe2+, Cu2+) stehen. Feinglosit ist der einzige Vertreter mit einem Wassermolekül in seiner Idealformel.

## Kristallstruktur
Feinglosit kristallisiert monoklin in der Raumgruppe P21 (Raumgruppen-Nr. 4) oder in der Raumgruppe P21/m (Raumgruppen-Nr. 11) mit den Gitterparametern a = 8,973 Å; b = 5,955 Å; c = 7,766 Å und β = 112,20° sowie zwei Formeleinheiten pro Elementarzelle.
Feinglosit weist strukturelle Ähnlichkeiten und Gemeinsamkeiten mit den anderen Mineralen der Brackebuschitgruppe auf. Eine Beschreibung der Struktur für Feinglosit existiert noch nicht.

## Eigenschaften

### Morphologie
In der „Tsumeb Mine“ bildet Feinglosit radialstrahlige kugelige bis nierige Aggregate, die meist einen Kern aus Goethit besitzen. Daneben existieren individuelle Aggregate bis 0,5 mm Durchmesser, die aus sehr kleinen Kristalliten von 5 bis 10 µm Länge bestehen. Aus der „Christiana Mine“ ist Feinglosit nur in Form von Pseudomorphosen bekannt.

### Physikalische und chemische Eigenschaften
Die Aggregate und Kristallite des Feinglosits sind blass olivgrün, ihre Strichfarbe ist dagegen immer weiß. Die Oberflächen der durchsichtigen Kristalle zeigen einen deutlichen diamantartigen Glanz.
Im reflektierten Licht (Anschliff) ist Feinglosit ganz blass bräunlichgrau und weist ein deutlich geringeres Reflexionsvermögen auf als der mit ihm verwachsene Goethit. Innenreflexe sind häufig; sie sind farblos beim Fehlen von Goethit und ganz blass gelb, wenn im Feinglosit Einschlüsse von Goethit vorliegen. Der Reflexionspleochroismus fehlt. Feinglosit ist nicht merklich anisotrop. Seine Bireflektanz ist sehr schwach, aber messbar.
An den Kristallen des Feinglosits wurde keine Spaltbarkeit festgestellt. Feinglosit weist eine Vickershärte von VHN100 = 253–283 kg/mm² (Mittelwert 263 kg/mm²) auf, was einer Mohshärte von 4–5 entspricht, und gehört damit zu den mittelharten Mineralen, die sich ähnlich wie die Referenzminerale Fluorit (Härte 4) und Apatit (Härte 5) mit dem Taschenmesser mehr oder weniger leicht ritzen lassen.
Wie gediegen Kupfer ist Feinglosit schneidbar. Gemessene Werte für die Dichte des Feinglosits existieren nicht, die berechnete Dichte für das Mineral beträgt 6,56 g/cm³.

## Bildung und Fundorte
Als sehr seltene Mineralbildung konnte Feinglosit bisher (Stand 2016) nur von zwei Fundpunkten beschrieben werden. Seine Typlokalität ist die weltberühmte Cu-Pb-Zn-Ag-Ge-Cd-Lagerstätte der „Tsumeb Mine“ (Tsumcorp Mine) in Tsumeb, Region Oshikoto, Namibia. Der genaue Fundpunkt innerhalb der Tsumeb Mine ist nicht bekannt. Ein zweiter Fundort befindet sich in der „Christiana Mine“ bei Agios Konstantinos (St. Constantin, Kamariza) unweit Lavrion, Attika, Griechenland. Ein weiterer, bisher allerdings nur durch eine analysierte Probe bekannter, Fundort ist der Tagebau Vouves auf der griechischen Insel Thasos (siehe Bergbau und Metallgewinnung auf Thasos).
Feinglosit entsteht als typische Sekundärbildung in der komplexen, in Carbonatgesteinen sitzenden Cu-Pb-Zn-Erzlagerstätte der „Tsumeb Mine“. Blei, Zink, Eisen, Arsen und Schwefel stammen dabei aus der Zersetzung ehemaliger sulfidischer Erzminerale. Auf der Typstufe wird Feinglosit neben Chalkosin und Goethit auch von Wulfenit und Anglesit begleitet. Ein zweites Vorkommen mit Kristallen von weniger als 1 mm Größe fand sich auf einer Stufe mit Arsendescloizit und dem neuen, unbekannten Blei-Arsenat GS 7. Schließlich sind reich mit Feinglosit mineralisierte Stufen auf Material gefunden worden, welches wahrscheinlich aus der 3. Oxidationszone stammt. Die winzigen, gelben Kristalle sind typischerweise mit Gips verwachsen.
Aus der „Christiana Mine“ kennt man Feinglosit in gelbgrünen Pseudomorphosen nach idiomorphen Skorodit-Kristallen, nach nadeligem Adamin-Olivenit sowie nach Thometzekit. Die ehemaligen Adamin/Olivenit-Nadeln sind bis zu 2 mm lang und weisen Durchmesser bis zu 0,3 mm auf, während die pseudomorphosierten Skorodit-Aggregate bis zu 4 mm groß sind. Eine Reihe von untersuchten „Feinglosit“-Proben unterschiedlicher Ausbildung (Pseudomorphosen und Krusten) und Farbtönungen hat sich allerdings ausnahmslos als Chenevixit erwiesen.

## Verwendung
Feinglosit ist aufgrund seiner Seltenheit lediglich für Mineralsammler interessant.